# نوک‌قیفی سینه‌مروارید
نوک‌قیفی سینه‌مروارید (نام علمی: Conirostrum margaritae) نام یک گونه از سرده نوک‌قیفی است.